# Berdiúguino
Berdiúguino (en rus: Бердюгино) és un poble de l'óblast de Kurgan, a Rússia, que en el cens del 2010 tenia 27 habitants. Pertany al districte de Tselínnoie.